# Coptops rufa
Coptops rufa là một loài bọ cánh cứng trong họ Cerambycidae.